# یون هیون مین
یون هیون مین (کره‌ای: 윤현민؛ زادهٔ ۱۵ آوریل ۱۹۸۵) بازیگر و بازیکن بازنشستهٔ بیسبال اهل کره جنوبی است.